# Hoành thánh

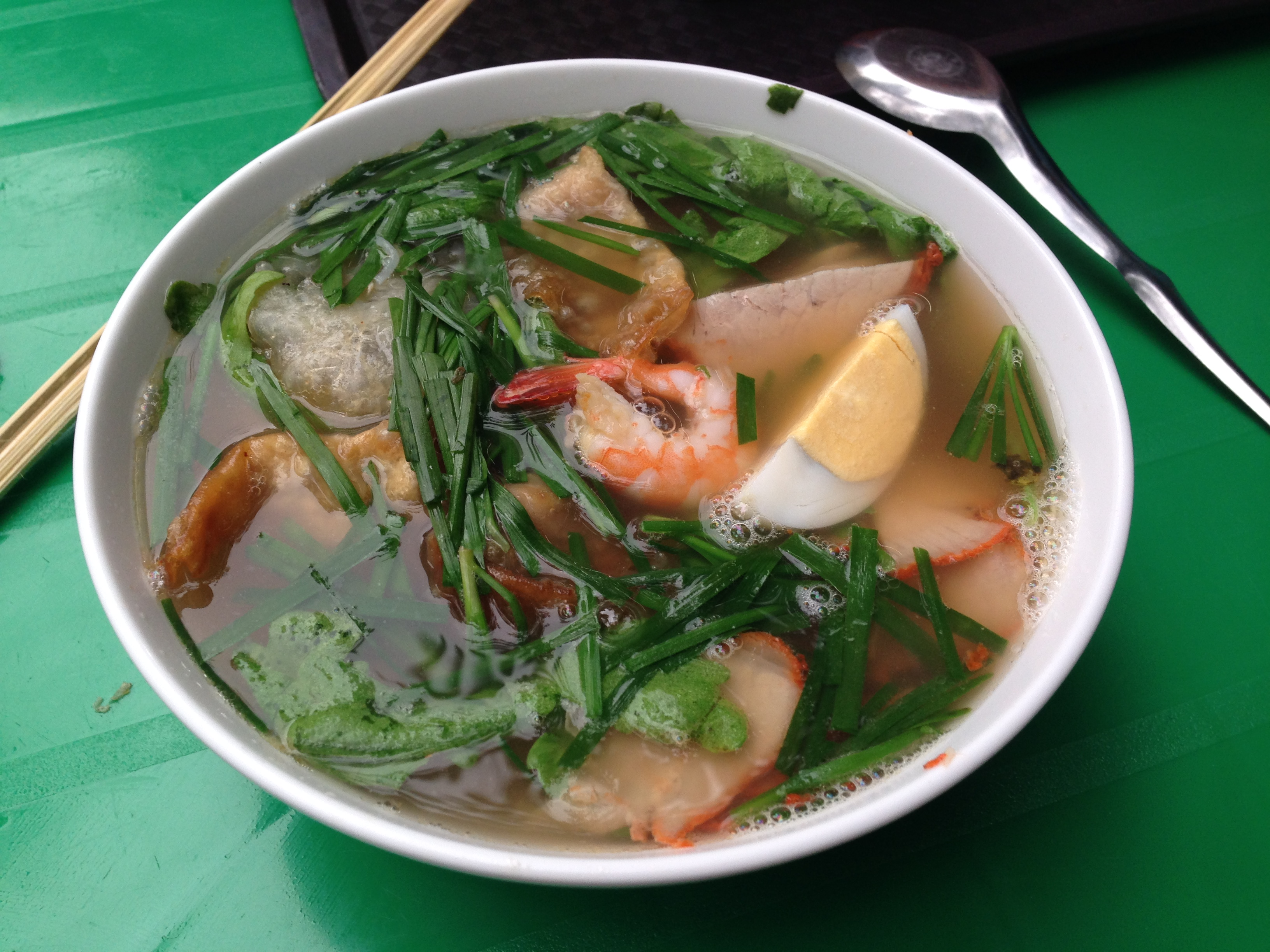
Mì Hoành Thánh tại Hà Nội theo phong cách miền Bắc Việt Nam

Hoành thánh, hay hồn-đồn, hoành thánh (miền Nam) hoặc  vằn thắn (miền Bắc) là một món ăn có nguồn gốc từ Quảng Đông, Trung Quốc, phổ biến ở nhiều nước Á Đông. Cách gọi "hoành thánh" hoặc "vằn thắn" được cho là xuất phát từ âm Quảng Đông của chữ 雲吞 ([wɐn˨˩ tʰɐn˥]), mà âm Hán Việt là "vân thôn", có nghĩa là "nuốt mây". Ngoài khu vực Quảng Đông  người Hoa gọi là hồn đồn (tiếng Trung: 餛飩; bính âm: hún tún).
Nhân Hoành thánh làm từ thịt heo, hải sản và rau băm nhỏ,gói lại bằng vỏ bột mì rồi đem hấp chín.Sau khi hấp xong,vỏ bột mì chuyển màu trắng hơi trong cho phép nhìn thấy nhân bên trong. Viên hoành thánh còn được gọi là sủi cảo (水餃, thủy giảo), hoành thánh nhân tôm được gọi là há cảo (hà giảo).
Hoành thánh có thể là một món riêng ăn kèm với xốt gia vị. Hoành Thánh cũng có thể được dùng trong món mì hoành thánh, súp hoành thánh.
Món hoành thánh theo người Hoa du nhập vào Việt Nam vào khoảng thập niên 1930, biến đổi thành món mì hoành thánh không còn hoàn toàn giống với món ăn nguyên gốc Trung Hoa. Trong món mì hoành thánh tại Việt Nam có hoành thánh (sủi cảo) làm từ thịt nạc và tôm tươi, xá xíu thái mỏng, trứng gà luộc, gan lợn, nấm hương, cải xanh, hẹ; sợi mì làm từ bột mì và trứng. Để làm nước dùng, người ta ninh xương gà, xương lợn, cá tầm khô, một số vị thuốc bắc, và vỏ tôm.

## Hình ảnh

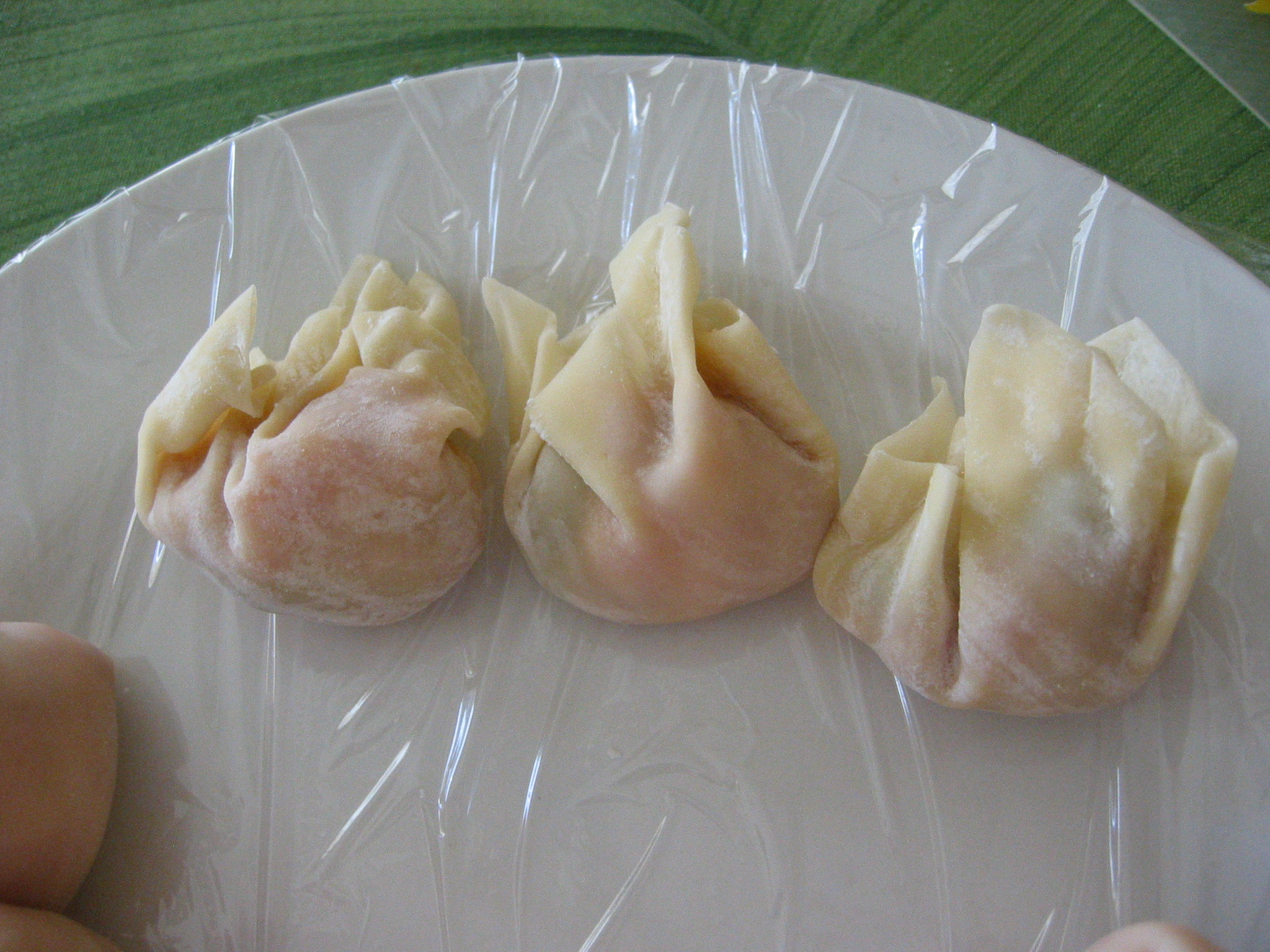
Hoành thánh, chưa nấu
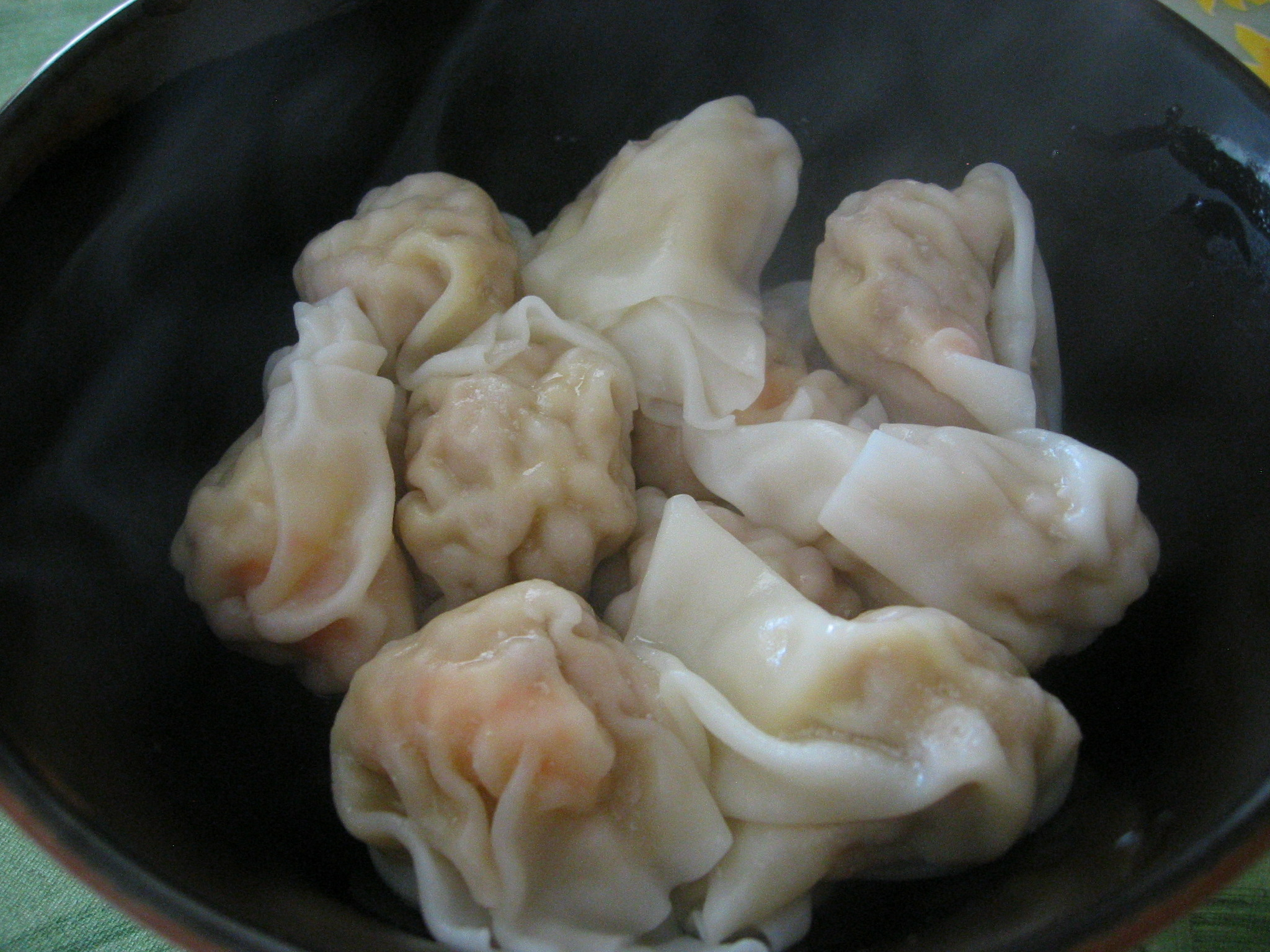
Hoành thánh, đã nấu
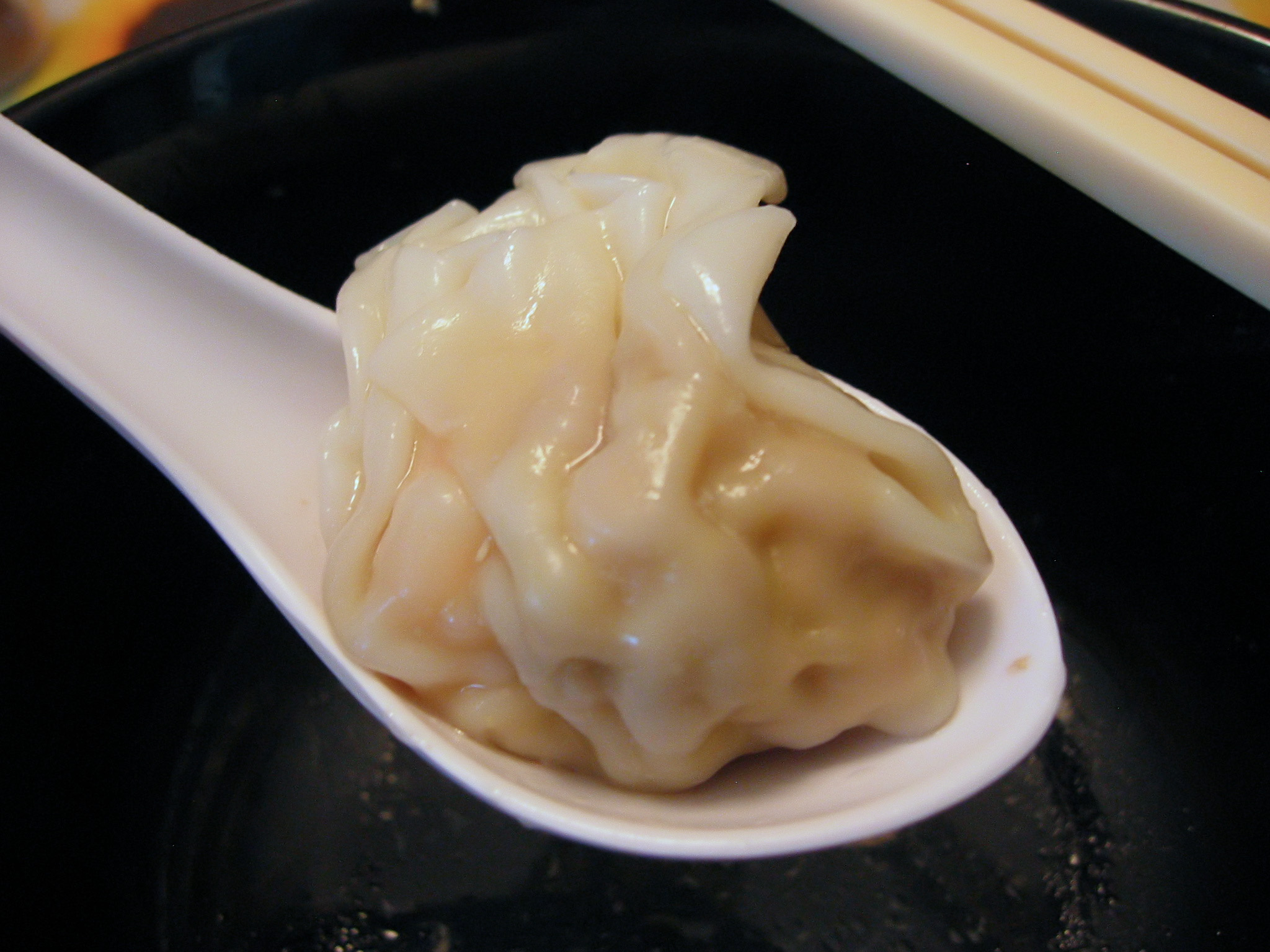
Một miếng hoành thánh, đã nấu chín
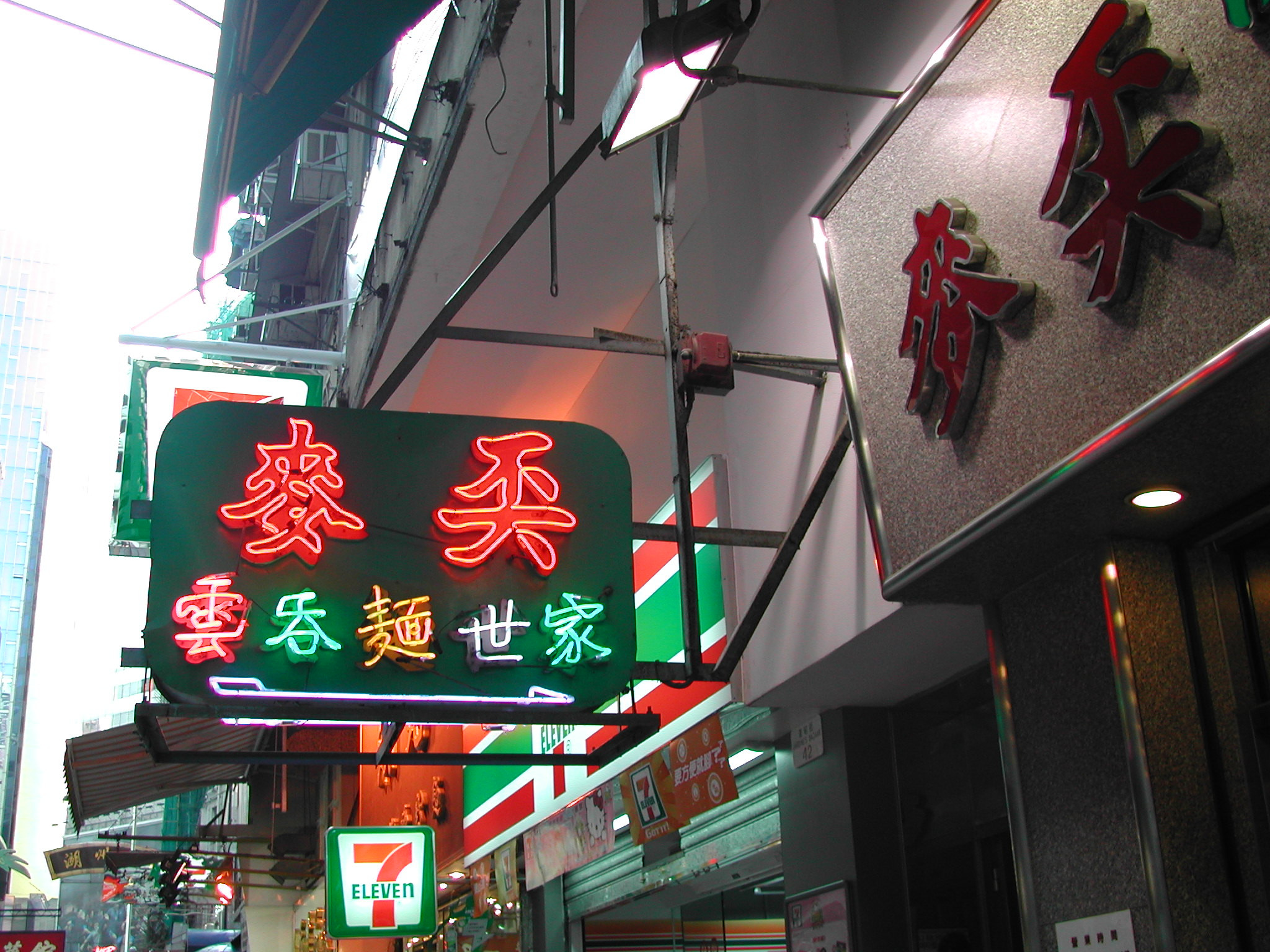
Tiệm ăn hoành thánh tại Hồng Kông.

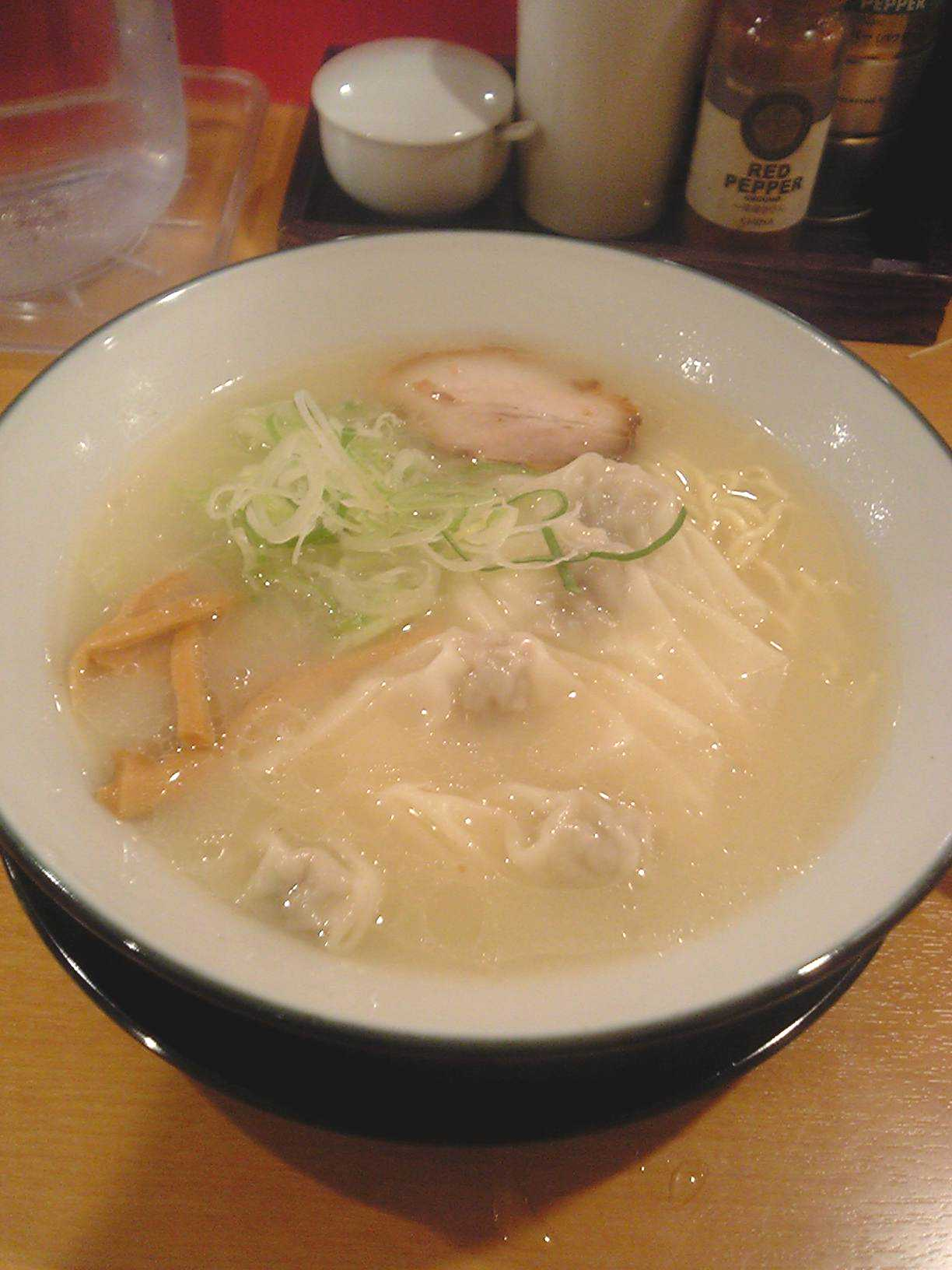
Wantan men - hoành thánh mì
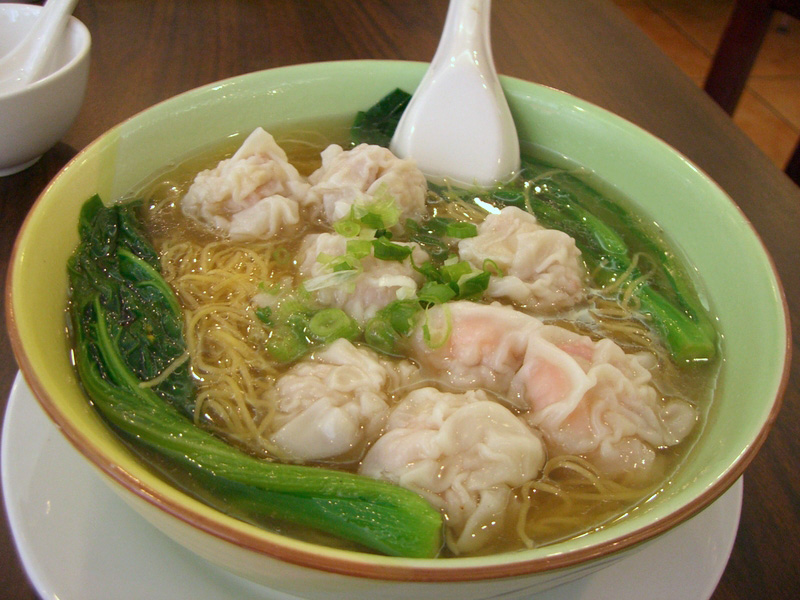
Súp hoành thánh tại Boston
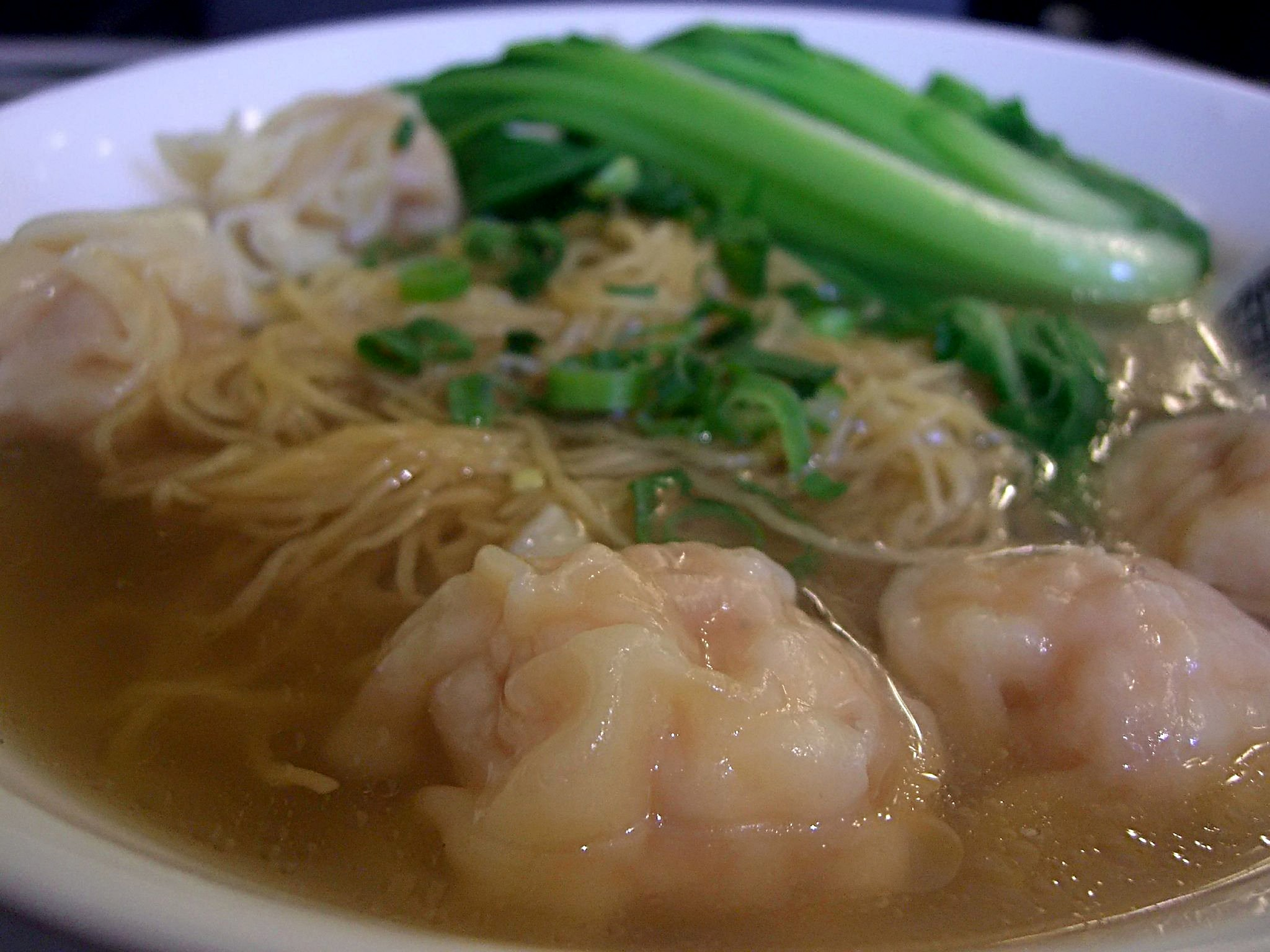
Mì hoành thánh, kiểu Quảng Đông
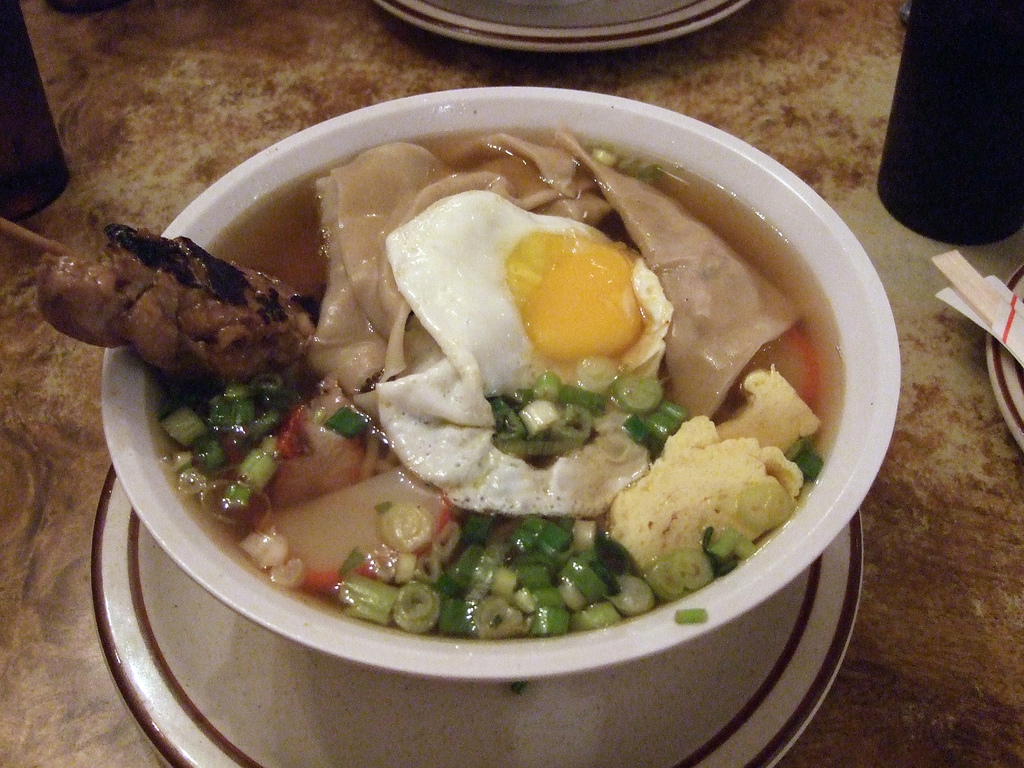
Hoành thánh saimin